# René Maheu
René Maheu (1905-1975), fou Director General de la UNESCO entre 1961 i 1974.
Professor de filosofia de formació, Maheu era amic de Jean-Paul Sartre i de Simone de Beauvoir. Fou agregat cultural francès a Londres entre 1936-1939. Després d'exercir la docència en el Marroc entre 1940-1942, va passar a ocupar un lloc de gestió en l'agència de premsa francesa per a Àfrica, en Alger. En 1946 va ingressar en la UNESCO com cap de la divisió de "Lliure Flux d'Informació". En 1949 Jaime Torres Bodet el va nomenar director de la seva oficina executiva.
El 1954 va ser nomenat Director General assistent i representant de la UNESCO a la seu central de l'ONU de 1955 a 1958. El 1959 fou nomenat Sotsdirector General i el 1961 passà a ser Director General, càrrec que va ocupar durant dos mandats fins a 1974.